# Neeltje Lokerse

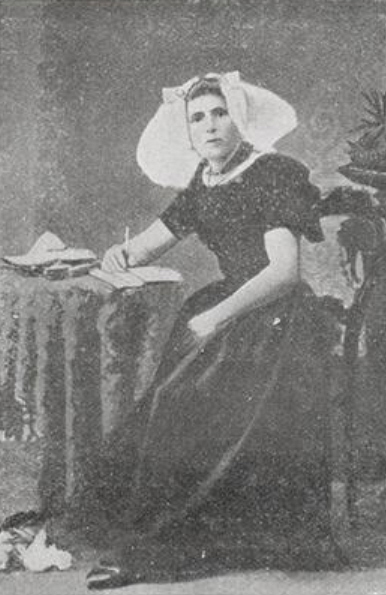
Neeltje Lokerse (1906)

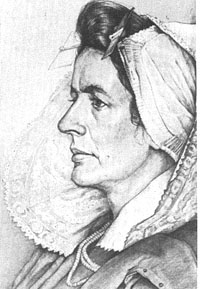
Zeichnung von Laurent Verwey (1911)

Neeltje Lokerse (* 31. August 1868 in Yerseke; † 7. Februar 1954 in Voorburg) war ein niederländisches Dienstmädchen, das sich für die Rechte von weiblichen Hausangestellten und von unverheirateten Müttern einsetzte.

## Biographie
Neeltje Lokerse wurde als Tochter des Dienstmädchens Neeltje Louisse (1843–1909) und des Landarbeiters Jan Lokerse (1841–1876) geboren. Sie war das älteste von sechs Kindern einer armen orthodox-protestantischen Familie, von denen drei jung starben. Als Neeltje Lokerse acht Jahre alt war, starb auch der Vater. Ab dem Alter von etwa zwölf Jahren ging sie nacheinander bei verschiedenen Familien „von Stand“ als Dienstmädchen „in Stellung“, zunächst in der Region Goes, ab 1892 in Amsterdam und Den Haag.
Im Jahr 1900 hatte Neeltje Lokerse in Den Haag eine Beziehung mit dem 23-jährigen Sebastiaan Johannes Burghout, einem ihrer Arbeitgeber. Sie wurde schwanger, aber er weigerte sich, sie zu heiraten. Nach der Geburt ihres Sohnes Cornelis (1901–1984), genannt Jan, lehnte er jegliche finanzielle Unterstützung ab, und er ließ ihr von Freunden drohen. Ermittlungen zur Frage einer Vaterschaft waren damals verboten. Nachdem Lokerse einige Zeit mit dem Kind bei ihrer Mutter in Yerseke gelebt hatte, kehrte sie 1902 nach Den Haag zurück, wo sie Arbeit in einem gutgestellten Haushalt fand sowie eine Pflegemutter für ihren Sohn.
Am 12. September 1902 ging Neeltje Lokerse mit einem geladenen Revolver, der in einem Kinderwagen versteckt war, zum Amtsgericht im Binnenhof, wo Burghout arbeitete. Sie feuerte einen Schuss auf ihn ab, der aber nicht traf. Sie wurde umgehend entwaffnet und verhaftet. Am 15. Dezember wurde sie vor Gericht gestellt. Ihre Tat erregte Aufsehen in der niederländischen Presse, was offensichtlich von ihr angestrebt gewesen war. Sie wurde – wohl auch auf Druck der öffentlichen Meinung – freigesprochen, da nicht nachgewiesen konnte, dass die Zeeuwse (sie trug immer die Tracht von Zuid-Beveland) Burghout wirklich habe töten wollen.
Nach ihrem Freispruch lebte Neeltje Lokerse weiterhin in Den Haag und betrieb eine „Bügelanlage“. 1905 hielt sie ihren ersten Vortrag im Theater Diligentia in Den Haag, bei dem unter anderem die bekannte Frauenrechtlerin Wilhelmina Drucker, selbst Kind einer ledigen Mutter, anwesend war, die im Gegensatz zu Lokerse nicht die Ehe als Lösung der Probleme unverheirateter Mütter ansah. Lokerse habe nervös gewirkt und sei voller „ungeordneter Ideen“, habe aber durch ihren Ernst und ihre Überzeugung beeindruckt, so Drucker. Bis 1925 bereiste Neeltje Lokerse die Niederlande, um Vorträge zu halten, und nannte sich „Propagandistin für das Gesetz zur Untersuchung der Vaterschaft“. Mitunter hatte sie ihren Sohn dabei und stellte ihn als die „Ursache meines Unglücks“ vor. Sie veröffentlichte Broschüren und 1914 einen Roman mit der Hauptfigur Bertha van Doorn, die ein ähnliches Schicksal wie ihres durchlebte. 1907 wurde sie zu einer Audienz bei Königin Wilhelmina geladen.
Neeltje Lokerse trat für die Rechte der Dienstmädchen und von ledigen Müttern ein, forderte ein Verbot von Vermittlungsbüros und wandte sich gegen „christliches Pharisäertum“. Sie schloss sich aber keiner bestehenden Organisation an. 1909 verabschiedete das niederländische Parlament nach jahrelangen Debatten ein Gesetz, das die Untersuchung der Vaterschaft erlaubte und ein System für Unterhalt vorsah. Lokerse vertrat aber die Meinung, dass nicht Unterhalt, sondern die Ehe die Lösung sei, da sie den Frauen Schutz gewähre. Auch vertrat sie die Ansicht, dass Prostitution nicht abgeschafft oder reguliert werden solle, sondern notwendig sei, damit sich die „Herren“ von den Dienstmädchen fernhielten. Mit dieser Einstellung machte sie sich nicht nur Freunde, aber es gab ausreichend Unterstützer, die ihr Geld zukommen ließen.
1916 heiratete die inzwischen 48-jährige Neeltje Lokerse einen wohlhabenden ehemaligen Bauern aus Zeeland. Anfang der 1920er Jahre zog das Ehepaar nach Scheveningen, wo Lokerse bis in die 1930er Jahre Zimmer an Badegäste vermietete. Ihr Mann starb 1929. Da sie weiterhin ihre Tracht trug, wurde sie zu einer bekannten Erscheinung im Ort, auch hielt sie weiterhin Vorträge. Neeltje Lokerse starb am 17. Februar 1954 in Voorburg im Alter von 85 Jahren. 1987 wurde in Leiden ein Weg nach ihr benannt.

## Werke
- Bertha van Doorn : een boek van strijd en leed : een ware geschiedenis. Den Haag 1914.